# Avenue Montaigne
Avenue Montaigne (Montaignova třída) je ulice v Paříži. Nachází se v 8. obvodu a patří mezi tři nejdražší ulice v Paříži. Je obdobně jako nedaleká Avenue des Champs-Élysées a Rue du Faubourg-Saint-Honoré známá vysokou koncentrací obchodů s luxusním zbožím. Nacházejí se zde prodejny společností jako Chanel, Christian Dior, Gucci, Louis Vuitton, Armani, Prada, Versace, Valentino, Dolce & Gabbana, Nina Ricci, Ralph Lauren, Bvlgari, ST Dupont aj.

## Poloha
Ulice spojuje náměstí Place de l'Alma a Rond-point des Champs-Élysées. Ulice je orientována z jihozápadu na severovýchod.

## Historie
V roce 1672 se zde nacházela jen polní cesta mezi zelinářskými zahradami. Nazývala se též Allée des Soupirs (kolem roku 1720) nebo Avenue verte (Zelená cesta) kolem roku 1750. V roce 1770 nechal Abel-François Poisson de Vandières (1727–1781), ředitel královských staveb, osázet po obou stranách aleje jilmy a cesta byla přejmenována na Allée des Veuves (Alej vdov), neboť zde byla oblíbená promenáda osamělých žen. Místo, kde se nacházelo jen několik tančíren, se vyskytuje v románu Tajnosti pařížské Eugèna Suea.
V roce 1850 byla alej přejmenována na Avenue Montaigne podle spisovatele Michela de Montaigne (1533–1592). Během světové výstavy 1855 zde byl vystavěn palác umění. Poté zde byly postupně vystaveny elegantní domy, které zcela změnily dosavadní chudinský charakter čtvrti.
Po druhé světové válce se zde usídlil Christian Dior, čímž začal rozvoj ulice jako místa luxusu.

## Významné stavby
- Dům č. 1: na místě dnešní stavby se nacházel dům, kde od roku 1794 bydlel revolucionář Jean-Lambert Tallien (1767–1820) a jeho manželka Thérésa Cabarrus (1773–1835) přezdívaná Notre-Dame-de-Thermidor (Panna Marie Thermidorská).
- Dům č. 7: na tomto místě se nacházel výstavní pavilon pro světovou výstavu 1855, kde Gustave Courbet vystavoval své realistické obrazy. Pavilon byl rozmontován v prosinci 1855. V roce 1895 zde nechal baron de Dampierre postavit palác Hôtel de Dampierre, dnes sídlo ortopedické kliniky.
- Dům č. 9: palác Hôtel de Durfort postavený roku 1883 pro komtesu de Durfort (1876–1962), vnučku spisovatele Chateaubrianda.

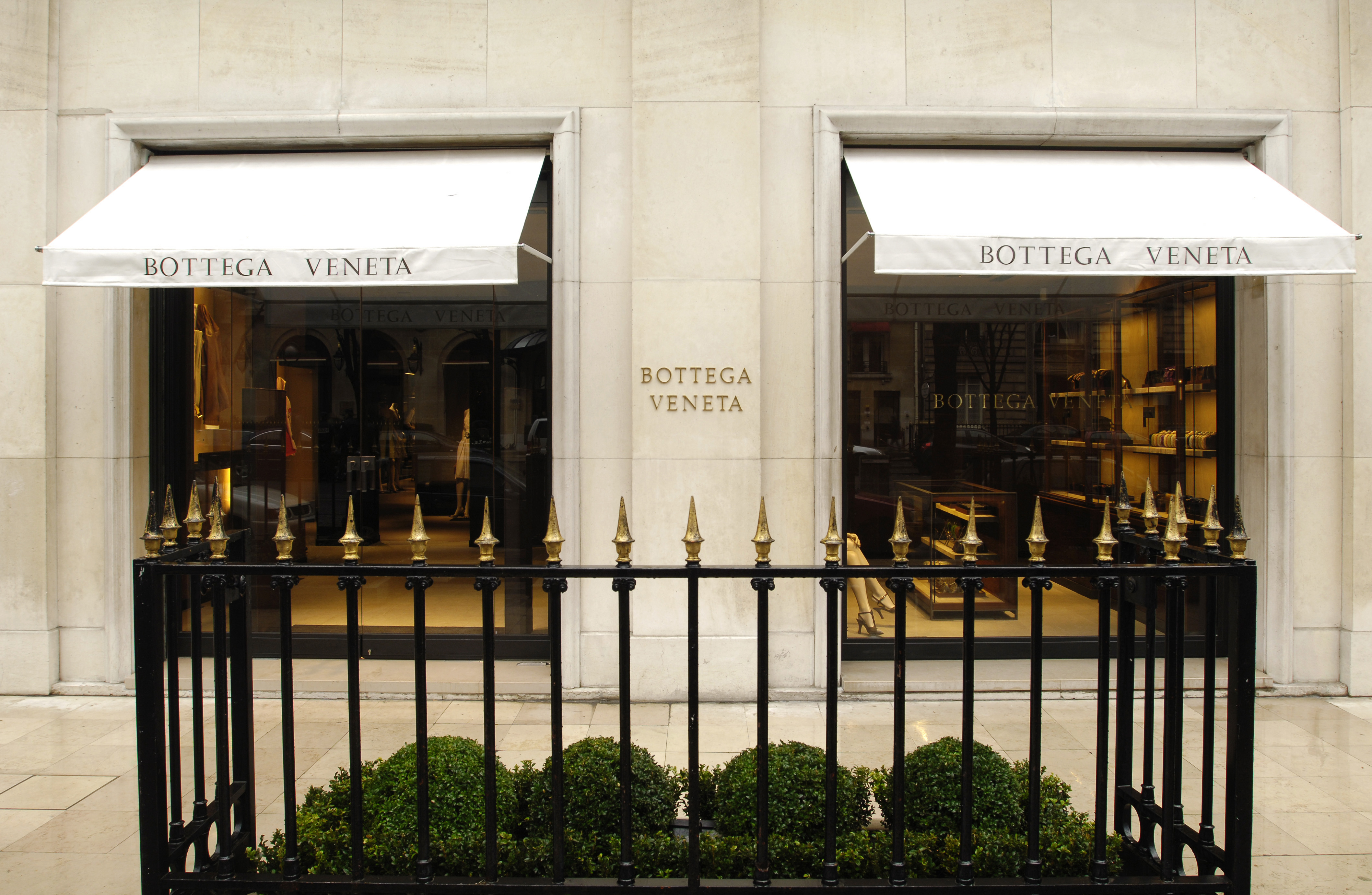
Obchod Bottega Veneta v domě č. 12

- Dům č. 11: Hôtel de Lesseps vlastnil Ferdinand de Lesseps (1805–1894)
- Dům č. 12: od roku 1980 až do své smrti zde bydlela Marlene Dietrichová.
- Domy č. 13 a 15: Do roku 1910 zde stál palác Hôtel de Lillers, kde žil v exilu hannoverský král Jiří V. po připojení Hannoverska k Prusku v roce 1866. V dubnu 1910 byl zbořen a místo něj postaveno divadlo Théâtre des Champs-Élysées, které bylo otevřeno v roce 1913.
- Dům č. 17: v roce 1856 zde byl postaven Hôtel de Heeckeren, později nahrazen novou stavbou. Strávil zde své dětství spisovatel Alphonse Daudet.
- Dům č. 22: Ferdinand de Lesseps zde nechal postavit Maurský pavilon, ve kterém bydlel Abd al-Kádir během své návštěvy Paříže v roce 1852. Roku 1947 byl přeměněn na marocký kabaret a v roce 1959 nahrazen moderní stavbou, dnes zde sídlí společnost LVMH.
- Dům č. 25: pětihvězdičkový hotel Plaza Athénée otevřený roku 1911.
- Dům č. 30: Hôtel de Verneuil, ve kterém dnes sídlí Christian Dior.
- Dům č. 32: od roku 1946 zde sídlí Christian Dior.
- Dům č. 35: Konzulát kanadského velvyslanectví.
- Dům č. 46: do své smrti zde žila perská královna Soraya Esfandiari Bakhtiari (1932–2001).
- Dům č. 50: Hôtel de Lariboisière z roku 1910 nechala postavit komtesa Lariboisière. Madeleine Vionnet (1876–1975) zde v roce 1923 otevřela svůj módní salón. Dnes je zde butik firmy Ralph Lauren.